# Duckeanthidium rondonicola
Duckeanthidium rondonicola är en biart som först beskrevs av Urban 1995.  Duckeanthidium rondonicola ingår i släktet Duckeanthidium och familjen buksamlarbin. Inga underarter finns listade i Catalogue of Life.